# بيغي ريا
بيغي ريا (بالإنجليزية: Peggy Rea)‏ هي ممثلة أمريكية، ولدت في 31 مارس 1921 بلوس أنجلوس في الولايات المتحدة، وتوفيت في 5 فبراير 2011 في الولايات المتحدة.

## أعمال

### مسلسلات
- خطوة بخطوة
- ذا والتونز
- غريس أندر فاير

## وصلات خارجية
- بيغي ريا على موقع IMDb (الإنجليزية)
- بيغي ريا على موقع ألو سيني (الفرنسية)
- بيغي ريا على موقع أول موفي (الإنجليزية)
- بيغي ريا على موقع قاعدة بيانات برودواي على الإنترنت (الإنجليزية)
- بيغي ريا على موقع قاعدة بيانات الأفلام السويدية (السويدية)
- بيغي ريا على موقع إن إن دي بي (الإنجليزية)
- بيغي ريا على موقع قاعدة بيانات الفيلم (الإنجليزية)
- بيغي ريا على موقع كينوبويسك (الروسية)